# Mandevilla scabra
Mandevilla scabra là một loài thực vật có hoa trong họ La bố ma. Loài này được (Hoffmanns. ex Roem. & Schult.) K.Schum. mô tả khoa học đầu tiên năm 1895.

## Hình ảnh

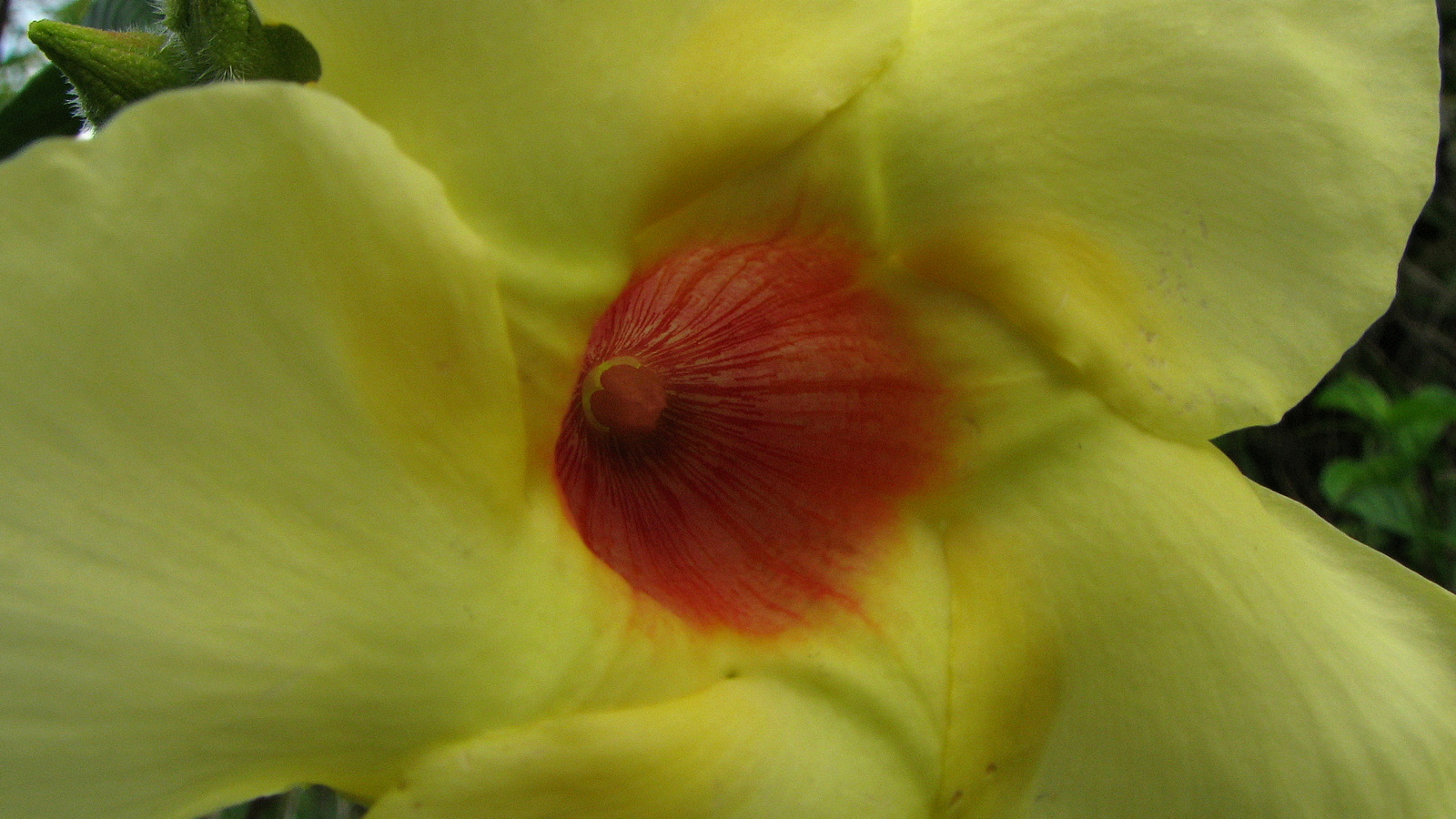
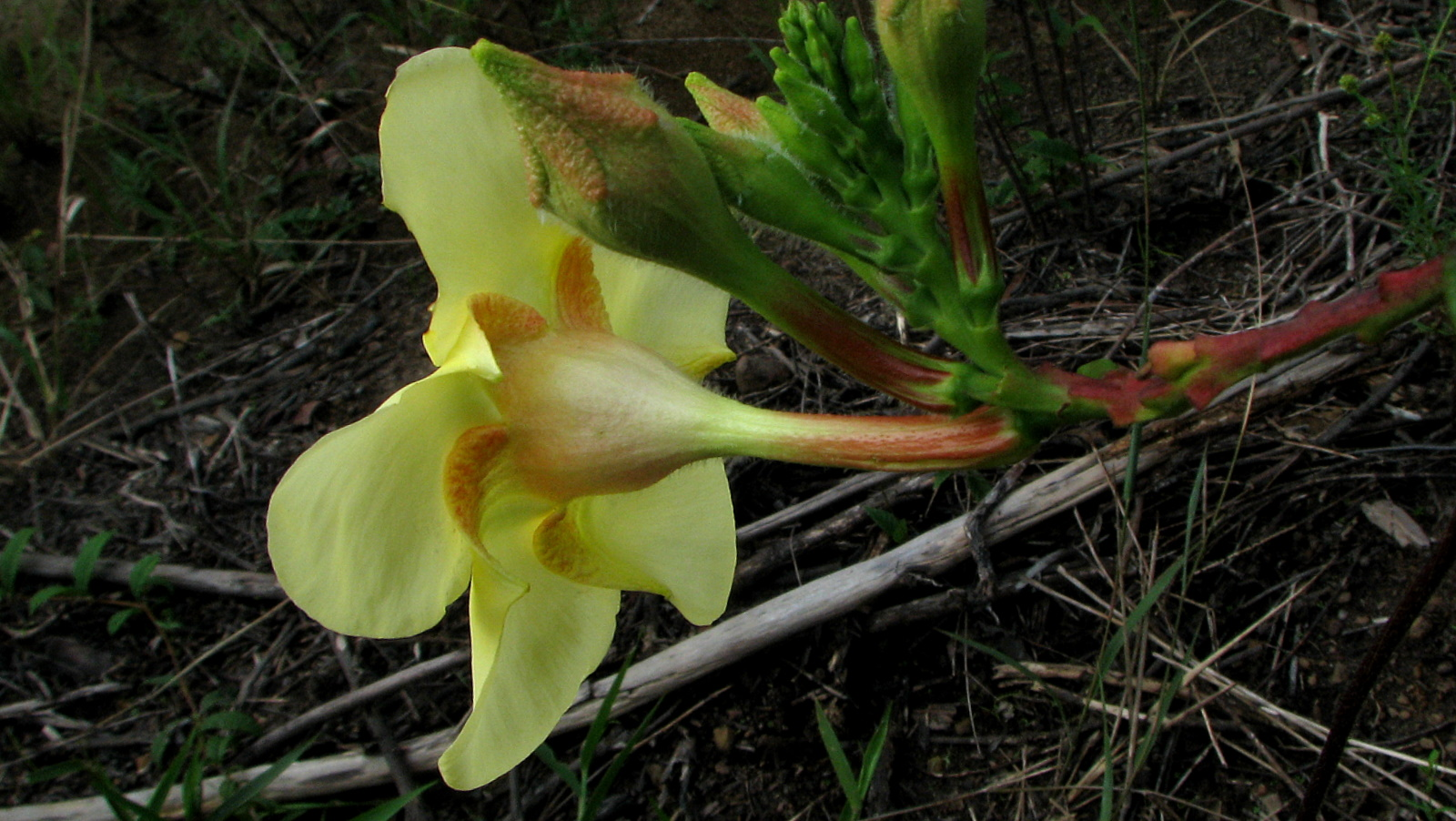
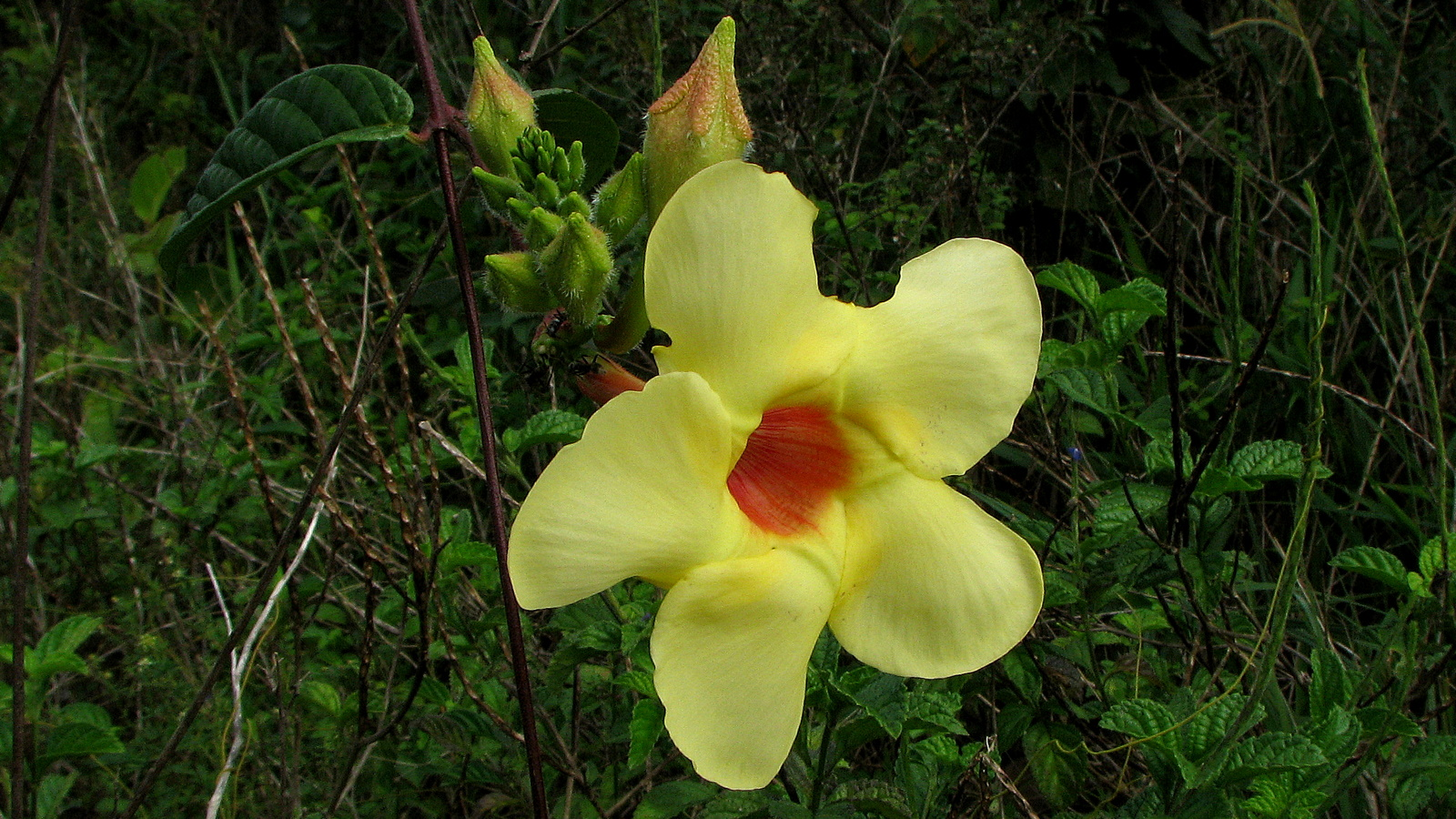
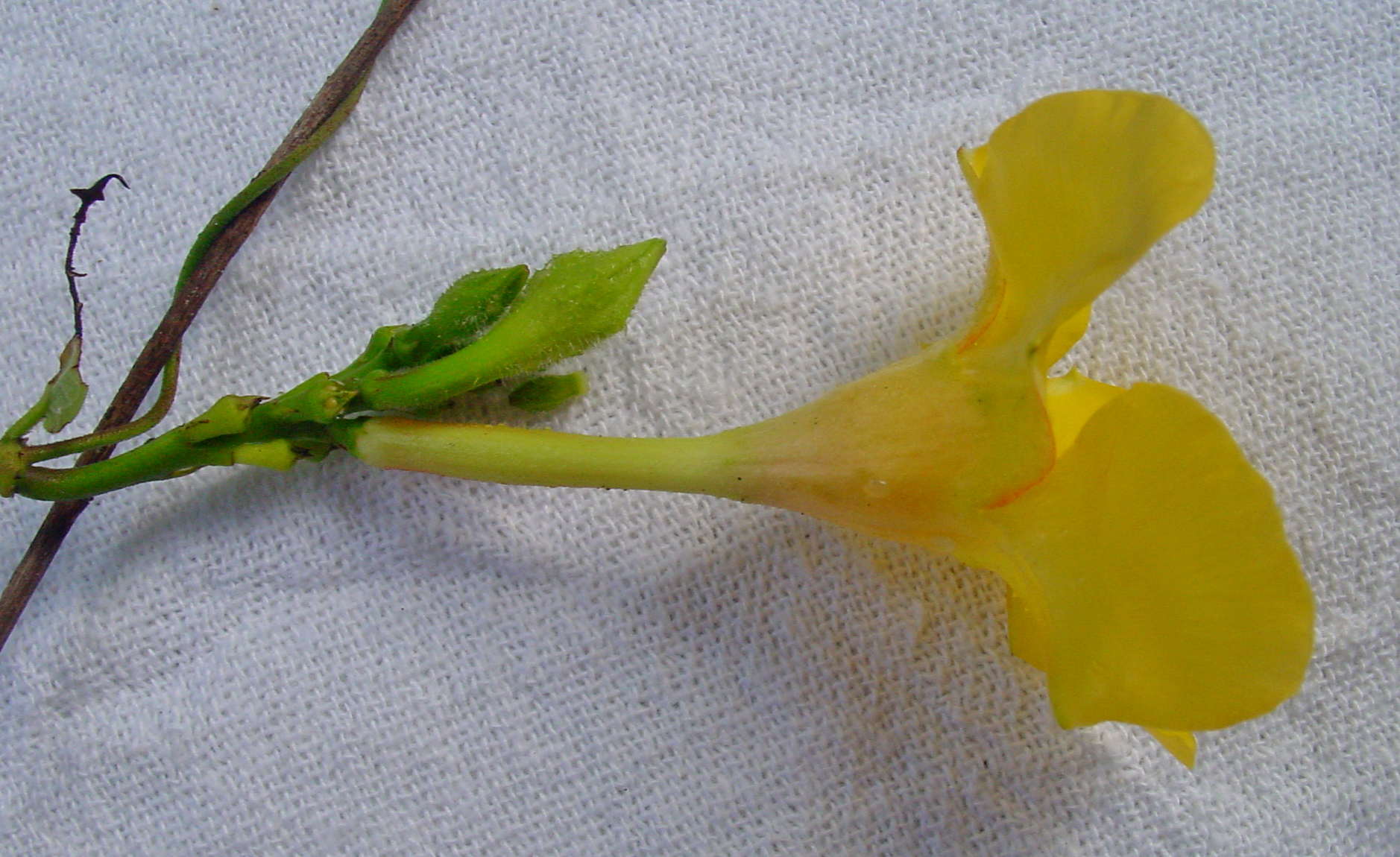